# 大本貞太郎

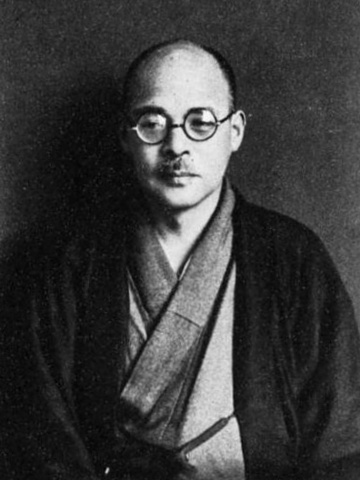
大本貞太郎

大本 貞太郎（おおもと さだたろう、1884年〈明治17年〉4月18日 - 1944年〈昭和19年〉4月29日）は、日本の政治家。衆議院議員（3期）。伊予鉄道（現伊予鉄グループ）7代社長。

## 経歴
愛媛県温泉郡本町（現松山市本町）出身。松山商業会議所議員、愛媛県会議員、同参事会員、同副議長となる。伊予新報社社長、伊予鉄道社長、伊予銀行取締役、(資)弘文社代表社員、松山商工会議所顧問を務める。
1932年の第18回衆議院議員総選挙において愛媛1区(当時)から立憲政友会公認で立候補し当選。以来連続3回当選。1942年の第21回衆議院議員総選挙には立候補せず引退した。1944年死去。

## 親族
- 兄 大本新次郎（社会改良家）[5]